# Martinus Oliemeulen
Martinus Antonius (Martinus) Oliemeulen (Schaijk, 11 januari 1877 - Vlierden, 22 april 1907) was een Nederlands burgemeester.
Oliemeulen werd geboren als zoon van Lambertus Oliemeulen en Wilhelmina Peters. Hij genoot een gymnasium-opleiding, en werd vervolgens gemeenteambtenaar in de gemeenten Schaijk en Cuijk en Sint Agatha. Ook publiceerde hij enkele werken op het gebied van de gemeente-administratie. Oliemeulen werd op 1 september 1904 benoemd tot burgemeester, en kort daarna ook tot secretaris, van de gemeente Vlierden. Hij was toen 27 jaar oud, en een van de jongste burgemeesters van Nederland. In 1907 overleed hij, 30 jaar oud, na een korte ziekte.